# Хурт, Петер Йозеф
Петер Йозеф Хурт (нем. Peter Joseph Hurth, 30 марта 1857 года, Ниттель, Рейнланд-Пфальц, Германия — 1 августа 1915 года, Манила, Филиппины) — католический прелат, второй епископ Дакки с 26 июля 1894 года по 15 февраля 1909 года, епископ Новой Сеговии с 7 января 1913 года по 12 ноября 1926 года. Член монашеской Конгрегации Святого Креста.

## Биография
Родился в 1857 году в коммуне Ниттель, земля Рейнланд-Пфальц, Германия. В 1874 году эмигрировал в США. 19 марта 1876 года вступил в монашескую Конгрегацию Святого Креста. С 1877 по 1879 года преподавал латинский и греческий языки в университете Нотр-Дам, штат Инидиана. 30 марта 1880 года рукоположён в священники для служения в Конгрегации Святого Креста. С 1880—1884 года — директор колледжа Святого Иосифа (сегодня — Университет Маунт-Сент-Джозеф) в Цинциннати. В 1883 году принял американское гражданство. С 1886 по 1894 года — директор колледжа Святого Эдварда (сегодня — Университет Святого Эдварда) в Остине, штат Техас.
26 июля 1894 года римский папа Лев XIII назначил его епископом Дакки. 16 сентября 1894 года в базилике Святейшего Сердца в Нотр-Даме (штат Индиана) состоялось его рукоположение в епископы, которое совершил епископ Форт-Уэйна — Саут-Бенда Джеймс Радемахер в сослужении с епископом Гранд-Рапидса Генри Джозефом Рихтером и епископом Ла-Кросса Джеймсом Швейбахом.
В феврале 1909 года подал в отставку по состоянию здоровья. С 15 февраля 1909 по 7 января 1913 года — титулярный епископ Элеутерны. В это время проживал в Цинциннати.
7 января 1913 года римский папа Пий X назначил его епископом Новой Сеговии.
12 ноября 1926 года подал в отставку с титулом «титулярный епископ Бостры». В конце 1926 года возвратился в США. Позднее проживал на Филиппинах, где скончался в августе 1935 года в Маниле.